# Janet Beery
Pour les articles homonymes, voir Beery.
Janet Lynn Beery est une mathématicienne et historienne des mathématiques américaine. Elle est professeure de mathématiques et d'informatique à l'université de Redlands, en Californie et rédactrice en chef de la revue américaine d'histoire des mathématiques Convergence.

## Biographie
Janet Beery fait ses études à l'université de Puget Sound dont elle est diplômée en mathématiques et littérature anglaise en 1983. Elle poursuit ses études de mathématiques au Dartmouth College où elle obtient un master en 1985 et soutient une thèse de doctorat en 1989 intitulée Transitive Groups of Prime Degree, sur la théorie des groupes, sous la direction de Thomas F. Bickel.
Elle est assistante à l'université de Puget Sound durant ses études doctorales, puis elle enseigne à l'université de Redlands depuis 1989. Elle est actuellement professeure de mathématiques et d'informatique dans cette université

## Activités scientifiques et éditoriales
Avec Jackie Stedall, Beery réalise l'édition scientifique du traité de mathématiques de Thomas Harriot, De numeris triangularibus et inde de progressionibus arithmeticis: Magisteria magna,,,. Elle collabore à l'ouvrage Women in Mathematics - Celebrating the Centennial of the Mathematical Association of America (2017), avec Sarah J. Greenwald, Jacqueline Jensen-Vallin et Maura Mast.
Elle est rédactrice en chef de Convergence, la revue numérique de la Mathematical Association of America, depuis 2009. Elle a également été active avec le College Board dans l'élaboration de questions d'examen et de matériel didactique pour l'examen AP Calculus (en), et elle est secrétaire de l'Association for Women in Mathematics depuis 2014.
En 2010, la Mathematical Association of America lui décerne un prix.

## Publications

### Ouvrages
- Janet Beery et Jacqueline A. Stedall (éds.), Thomas Harriot's Doctrine of Triangular Numbers : the "Magisteria Magna", Zurich, European Mathematical Society, coll. « Heritage of European mathematics », 2009 (ISBN 978-3-03719-059-3).
- avec S. Greenwald, J. Jensen-Vallin & M.B. Mast, Women in Mathematics : Celebrating the Centennial of the Mathematical Association of America, Springer International Publishing, coll. « Association for Women in Mathematics Series », 2017, 405 p. (ISBN 978-3-319-66693-8).

### Articles
- « Trisecting Devlin’s Angle », avec K. Devlin, M. Neagoy et K. Socha, MAA Online, Mathematical Association of America, juillet 2009.
- « Formulating Figurate Numbers », BSHM Bulletin: Journal of British Society for the History of Mathematics, juillet 2009.
- « Sums of Powers of Positive Integers », Convergence, Mathematical Association of America Mathematical Sciences Digital Library, avril 2009, [lire en ligne].
- « ‘Ad Calculum Sinuum’: Thomas Harriot’s Sine Table Interpolation Formulas », Proceedings of Canadian Society for the History and Philosophy of Mathematics, (2008), 2009.
- « Navigating Between Triangular Numbers and Trigonometric Tables: How Thomas Harriot Developed His Interpolation Formulas », Proceedings of Canadian Society for the History and Philosophy of Mathematics, (2007), 2008.